# Alarmowe Oddziały Hird
Alarmowe Oddziały Hird (nor. Hirdens Alarmenheter, HAE) – ochotnicza formacja zbrojna Hird, organizacji podległej partii Nasjonal Samling (NS), istniejąca podczas II wojny światowej w Norwegii.
Hirdens Alarmenheter zostały utworzone w sierpniu 1943 r. Składały się z członków Hird, którzy pełnili zadania ochronne i pomocnicze wobec Policji Państwowej (Statspolitiet), zapewniając bezpieczeństwo w kraju. Operacyjnie podlegały zwierzchnictwu wyższego dowódcy SS i policji w okupowanej Norwegii, ale nie mogły być użyte bez zgody przywódcy NS Vidkuna Quislinga. Wchodziły w skład Rikets bevæpnede makt. Oprócz Straży Fabrycznej Hird była to druga uzbrojona formacja Hird. Ostatnim jej dowódcą był SS-Sturmbannführer Frode Halle.